# Ángel Mentasti
Ángel Mentasti nato Angelo Battista Mentasti (Varese, 24 maggio 1877 – Buenos Aires, 24 giugno 1937) è stato un produttore cinematografico italo-argentino, uno dei maggiori del cinema sonoro nel paese sudamericano.

## Biografia
Figlio dei contadini Giuseppe e Virginia De Carli, visse la prima giovinezza nella sua città natale. Sposatosi con una sua conterranea nel 1898, come molti italiani emigrò in Argentina in cerca di nuove opportunità. Nel paese latinoamericano, svolse diverse attività, in particolare nel commercio, e visse tra Santa Fe, Buenos Aires e Bahía Blanca.
Verso la fine degli anni venti, Mentasti cominciò ad avvicinarsi al settore cinematografico come distributore. In quel periodo conobbe Luis Moglia Barth, uno dei maggiori registi argentini dell'epoca, con il quale stabilì una grande amicizia.
Nel 1931 fondò una propria casa di produzione cinematografica, la Argentina Sono Film, che due anni più tardi lanciò Tango (1933), primo film sonoro argentino. Per il film furono scritturati tra gli altri Libertad Lamarque, Pepe Arias, Tita Merello, Luis Sandrini come attori, e i direttori d'orchestra Edgardo Donato e Juan D'Arienzo. Il film ebbe un clamoroso successo commerciale.
Nel 1934 produsse un altro film dal titolo Riachuelo, ma ebbe un successo modestissimo. Colpito da una difterite, morì nel 1937.